# Lycoriella jipleuroti
Lycoriella jipleuroti är en tvåvingeart som beskrevs av Yang och Zhang 1987. Lycoriella jipleuroti ingår i släktet Lycoriella och familjen sorgmyggor.
Artens utbredningsområde är Hebei (Kina). Inga underarter finns listade i Catalogue of Life.